# أحمد ساراكو
أحمد ساراكو (بالإنجليزية: Ahmed Saraku) (مواليد 3 فبراير 1986) هو ملاكم غاني، مثّل بلاده في الألعاب الأولمبية الصيفية 2008.

## وصلات خارجية
أحمد ساراكو على موقع اللجنة الأولمبية الدولية (الإنجليزية)
- أحمد ساراكو على موقع أوليمبيديا (الإنجليزية)
- أحمد ساراكو على موقع اتحاد ألعاب الكومنولث (مؤرشف) (الإنجليزية)
- أحمد ساراكو على موقع دورة ألعاب الكومنولث 2006 (مؤرشف) (الإنجليزية)